# Hrabstwo Rusk (Wisconsin)
Hrabstwo Rusk (ang. Rusk County) – hrabstwo w stanie Wisconsin w Stanach Zjednoczonych.
Obszar całkowity hrabstwa obejmuje powierzchnię 930,89 mil² (2410,99 km²). Według szacunków United States Census Bureau w roku 2009 miało 14 367 mieszkańców. Jego siedzibą administracyjną jest Ladysmith.
Hrabstwo zostało utworzone z Chippewa w 1901. Nazwa pochodzi od nazwiska Jeremiaha Ruska, gubernatora stanu.
Na obszarze hrabstwa znajdują się rzeki Chippewa, Flambeau, Jump, Little Jump, Thornapple i Little Thornapple oraz 250 jezior.

## Miasta
- Atlanta
- Big Bend
- Big Falls
- Cedar Rapids
- Dewey
- Flambeau
- Grant
- Grow
- Hawkins
- Hubbard
- Ladysmith
- Lawrence
- Marshall
- Murry
- Richland
- Rusk
- South Fork
- Strickland
- Stubbs
- Thornapple
- True
- Washington
- Wilkinson
- Willard
- Wilson

## Wioski
- Bruce
- Conrath
- Glen Flora
- Hawkins
- Ingram
- Sheldon
- Tony
- Weyerhaeuser